# Coelotes samaksanensis
Coelotes samaksanensis là một loài nhện trong họ Amaurobiidae.
Loài này thuộc chi Coelotes. Coelotes samaksanensis được miêu tả năm 2002 bởi Namkung.